# Germaine Berton
Germaine Berton (Puteaux, 7 de junio de 1902 - París, 5 de julio de 1942) fue una obrera metalúrgica, sindicalista y anarquista francesa. El 22 de enero de 1923, fue declarada culpable del asesinato de Marius Plateau, director de la Ligue d'Action française y de su rama militante, los Camelots du roi. Quería asesinar a Léon Daudet, una de las principales figuras políticas de la Action française, pero no había logrado encontrarlo. Dijo a la policía que quería vengar al político Jean Jaurès así como al anarcosindicalista Miguel Almereyda y protestar contra la Ocupación del Ruhr. El 24 de diciembre de 1923, su abogado Henry Torrès logró su absolución.

## Biografía
De clase obrera, su padre era un mecánico republicano y masón, admirador de Jean Jaurès y anticlerical mientras que su madre era creyente y trabajaba como maestra en una congregación religiosa. Se sentía muy unida a su padre, que la llevaba a ver a Jaurès, pero tenía una relación complicada con su madre. Le encantaba jugar con sus compañeros de clase y participó en una obra de teatro en la escuela sobre el juicio de Luis XVI. 
En 1912, cuando tenía diez años, su familia se mudó a Tours, donde ingresó en la Escuela de Bellas Artes y recibió el primer premio de dibujo. Se vio obligada a dejar sus estudios cuando su padre murió y se tuvo que poner a trabajar. Su vida también quedó marcada por la Primera Guerra Mundial cuando, a los trece años, enamorada de un soldado que había sido asesinado, trató de suicidarse tirándose en el río Loira.

## Trayectoria
Berton trabajó por primera vez como obrera en una fábrica de equipos estadounidense. Fue reclutada en los talleres ferroviarios de Tours y se puso en contacto con los militantes y ferroviarios de la CGT, que eran los líderes del movimiento sindical. Posteriormente, se unió al comité de defensa sindical. En 1918, participó en la reconstitución del Sindicato de los Metales de Tours aunque fue despedida de la fábrica de Rimailho en Saint-Pierre-des-Corps por su actividad sindical. Su supervisor la apodó como "la virgen negra".
En 1920, fue nombrada secretaria adjunta del Comité Revolucionario Sindical de Tours. Fue miembro del Partido Comunista Francés y escribió artículos violentos en Le Réveil d'Indre-et-Loire. Ese mismo año, se fue a París de junio a septiembre y allí vendía periódicos y recaudaba fondos para lanzar una revista titulada De l'acte individuel à l'acte collectif (Del acto individual al acto colectivo). Como activista, defendió la idea de la acción directa y la venganza social.

Se unió a la Union des anarchistes (UA) de París, y luego se unió al grupo de los anarquistas individualistas del distrito catorce. Escribió artículos en varios periódicos, expresando posiciones antimilitaristas y revolucionarias. Publicó un artículo en el periódico comunista Le Réveil particularmente notorio porque llamaba a la deserción:
"Francia, esta despreciable madrastra que envía a sus hijos a morir en los campos de la carnicería, es actualmente el país más militarizado del mundo. La república, esta perra con el hocico manchado de sangre podrida teme que los franceses oigan los clamores revolucionarios del pueblo ruso (...) Desertó y no obedece".
La policía mencionó su presencia en el café La Rotonde de Montparnasse, un supuesto lugar de referencia anarquista. El 20 de noviembre de 1921, en la comisaría de policía de Pré-Saint-Gervais, Berton denunció que había perdido o le habían robado sus documentos de identidad y que habían sido colocados en esa comisaría para su detención. Descontenta por haber sido despedida, abofeteó al secretario del comisario de policía y fue condenada el 22 de noviembre a tres meses de prisión y a una multa de 25 francos. Estaba encarcelada en la prisión de Saint Lazare y en la misma habitación que Bermain de Ravisi.
Conoció a Louis Lecoin, un famoso anarquista, que la acogió con su compañera Marie Morand. Trabajó en el periódico Le Libertaire, donde realizaba tareas administrativas, pero también robaba cartas, órdenes de arresto y dinero, y de donde terminan por echarla. Desarrolló en relación con el dinero el comportamiento anarquista de recuperación o igualación de condiciones, porque consideraba que robar a los ricos no es un robo, y también contrajo deudas que no pagaba. A partir de 1922 dejó de trabajar, tenía problemas de salud y tuvo un aborto en condiciones difíciles. 
Se enamoró de un anarquista llamado Armand, que fue llamado al frente y se suicidó para no ir a la guerra. Este suceso le hizo revivir su antimilitarismo y la llevó a preparar un golpe contra la Action française, de la que Léon Daudet fue uno de sus miembros más influyentes. Los Camelots du roi son, en cierto sentido, el servicio de orden de la Action française, y Berton consideraba que existía un vínculo entre las actividades de este movimiento y el ascenso del fascismo. La Action française también apoyó a Raymond Poincaré en su plan de ocupar el Ruhr en 1923. Además, Berton consideraba que Daudet era responsable del asesinato de Jaurès y diseñó un plan para asesinarlo, aunque terminó eligiendo como víctima a Marius Plateau.

## Marius Plateau
El 22 de enero de 1923, Berton asesinó con un revólver al director de la Ligue d'Action française, Marius Plateau, en la sede de Action française en París. Primero había querido atacar a un conocido líder del movimiento nacionalista como Charles Maurras o Léon Daudet, pero Plateau fue víctima de su ataque. Posteriormente, Berton intentó suicidarse, para escapar de la justicia. A la policía que vino a detenerla, declaró que quería vengar a Jaurès, Almereyda y protestar contra la ocupación del Ruhr.
Su juicio fue muy mediático. Fue defendida por Henry Torres y, a pesar de haber confesado su crimen, fue absuelta el 24 de diciembre de 1923, al igual que el asesino de Jean Jaurès cuatro años antes. Después de su absolución, Berton comenzó una gira de conferencias. En 1924, fue acogida en el grupo anarquista de Aimargues. El 22 de mayo de 1924, después de las peleas causadas por una de sus conferencias en Burdeos, fue arrestada de nuevo, condenada a cuatro meses de prisión en Fort Hâ y a una multa de 100 francos. 
Al negarse a ser detenida, Berton se puso en huelga de hambre durante ocho días y tuvo que ser ingresada en el hospital de Saint-André el 30 de mayo, deteniendo la huelga al día siguiente. Durante este período, sufrió trastornos mentales y trató de suicidarse varias veces.
Después de este episodio, abandonó sus actividades militantes y dejó de frecuentar los círculos anarquistas. Se casó con Paul Burger, pintor nacido en Java en 1888, en París el 17 de noviembre de 1925, antes de dejarlo en 1935 para vivir en el distrito 15 de París con René Coillot, un impresor. Ya no estuvo en el punto de mira hasta 1942, cuando absorbió voluntariamente una alta dosis de Veronal. Murió en el Hospital Boucicaut a los 40 años, cuatro días después de la muerte de Léon Daudet.